# R-4
Вектор Р4 (Vektor R4) је јужноафричка јуришна пушка развијена 1980. за војску Јужне Африке као замена за пушку R1, која је била варијанта пушке ФН ФАЛ. R4 се први пут користила почетком 1980-их, и делимично је заснована на израелској пушци ИМИ Галил, која је заснована на финској пушци Rk 62, а која је дериват АК-47.

## Развој
Јужна Африка је дуго, због апартхејда, била под међународним санкцијама, а једна од земаља која те санкције није поштовала био је Израел. Посебно изражена је била њихова сарадња на плану војне индустрије која је почела најпре на развоју нуклеарног арсенала да би се затим проширила и на развој пешадијског наоружања откупом лиценце за производњу јуришне пушке "ИМИ Галил АРМ“.
Убрзо је јужноафричка фирма Lyttleton Engineering Works развила јуришну пушку, по угледу на израелску, али са значајним изменама.
Ова пушка, названа Р-4 данас је стандардно пешадијско наоружање војске Јужноафричке Републике.

## Опис и карактеристике
Р-4 је лепо обликована пушка, споља веома налик на Галил, са склопивим скелетоидним кундаком, ножицама и пластичним црним поткундаком. Нема дрвених делова а цела је израђена у црној боји. Добро је избалансирана и лепо лежи у руци.
Један од најлепших делова је кундак, који је, као и поткундак, израђен од најлона, ојачаног стакленим влакнима. Кундак се на своје место утврђује преко два зуба који улазе један у други сусрећући се косим деловима, при чему, због њихове закошености, потпуно нестаје сваки зазор. Због оваквог кундака, чије је решење у потпуности преузето са израелске варијанте, оружје беспрекорно лежи и лако се контролише приликом паљбе. Уједно, лако се склапа за транспорт једноставним гурањем надоле и у страну.
Уместо челичних цеви, Јужноафриканци су одабрали стакло-пластику, с обзиром на климатске услове на југу Африке, чиме су решили проблем држања усијаног оружја у рукама. Из истих разлога, од овог материјала су израђени и оквири и рукохват ове пушке, као и остали делови који долазе у контакт са рукама, док је сама пушка од корозије заштићена дебелим слојем специјалног молибденског печеног влакна. Ово се у пракси, показало веома корисним и за наше поднебље јер је и по великом мразу пушку било лако и угодно држати у незаштићеним рукама, што не би био случај да је био у питању челик.

## Начин дејства
Предвиђена су два начина дејства: јединични и рафални, а полуга преклопника кочнице налази се са обе стране оружја па је полуаутоматски и аутоматски режим могуће одабрати било повлачењем полуге са десне стране иза ручице затварача, било померањем палца руке која држи рукохват пушке (са леве стране).
Задњи нишан је опремљен диоптерским отвором са две плочице чијим се преклапањем врши и избор нишанске даљине 3 или 6, односно триста или шестсто метара.